# فرودگاه صحرایی هاردویک
فرودگاه صحرایی هاردویک (به انگلیسی: Hardwick Field) (به زبان بومی: Cleveland Municipal Airport) یک فرودگاه همگانی بهره‌برداری هوایی است که یک باند فرود آسفالت دارد و طول باند آن ۱۰۰۶ متر است. این فرودگاه در کشور ایالات متحده آمریکا قرار دارد و در ارتفاع ۲۶۶ متری از سطح دریا واقع شده‌است.